# KdF-Wagen

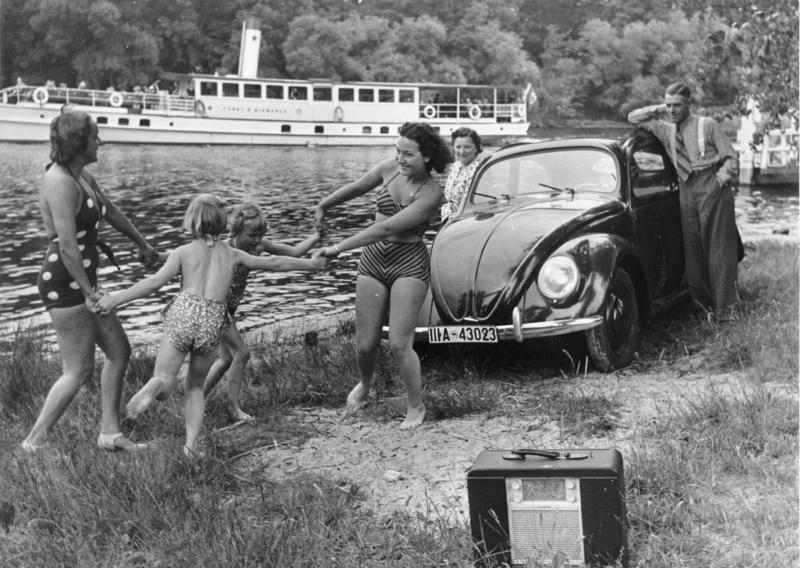
Werbe- bzw. Propagandabild „Erholung am Flussufer“ um 1939 – Familie mit KdF-Wagen und tragbarem Röhrenempfänger

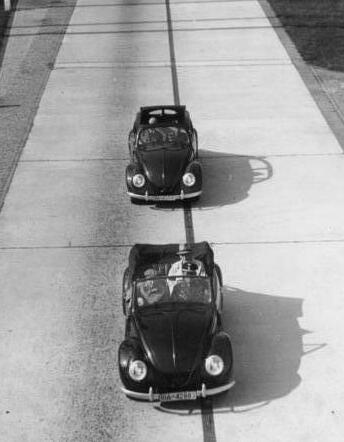
KdF-Wagen in der Cabrio-Version auf der Autobahn bei Lehnin, Januar 1943 (Vermutlich ein Werbefoto, da der Wagen nie an Privatpersonen ausgeliefert wurde)

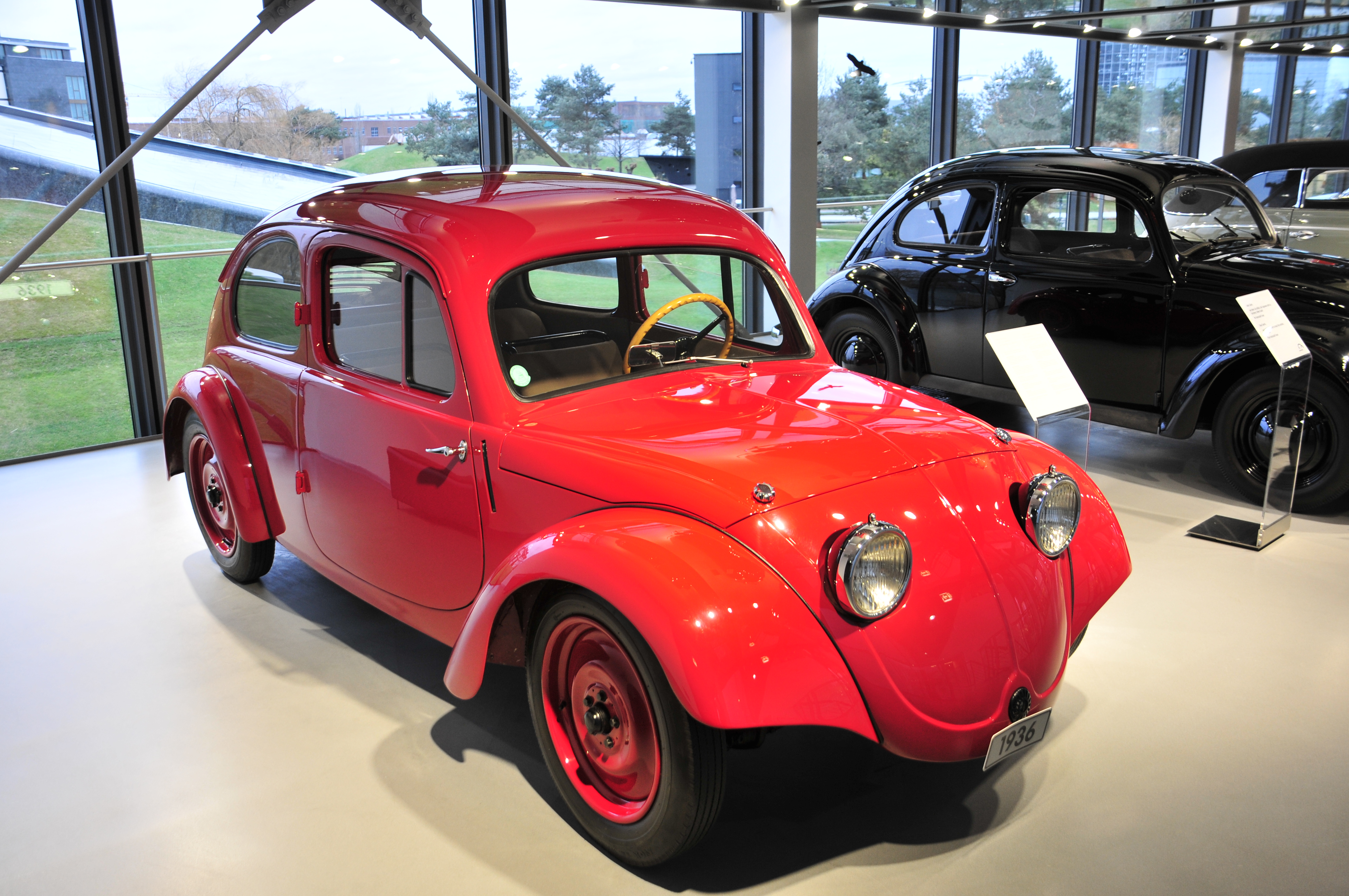
Porsche Typ 60 von 1936 – Prototyp V3 des KdF-Wagens. Rekonstruktion im ZeitHaus der Autostadt Wolfsburg.

Der als Volkswagen im Wortsinne geplante KdF-Wagen – nach damaliger Schreibung auch: KdF.-Wagen – war eines der wichtigsten Projekte der NS-Organisation „Kraft durch Freude“ (KdF). Das Automobil sollte mit 990 Reichsmark (nach heutiger Kaufkraft ca. 5.200 Euro) für jedermann erschwinglich sein. Als Urheber des VW-Käfer-Vorläufers gilt Ferdinand Porsche. Seine Konstruktion basierte zum Teil auf Entwürfen des von Hans Ledwinka konstruierten Tatra V 570 sowie maßgeblich des österreichischen Autokonstrukteurs Béla Barényi.
Kaufinteressenten konnten einen von der NS-Propaganda umfangreich beworbenen Sparvertrag abschließen, mit dem sie den Kaufpreis ansparen sollten. Zu Beginn des Zweiten Weltkriegs 1939 waren erst 630 Exemplare des KdF-Wagens gebaut worden, die jedoch komplett an die Wehrmacht geliefert wurden, und das Werk produzierte von da an nur noch für das Militär. Als Nachwirkung des Krieges verloren die etwa 340.000 „KdF-Sparer“ ihre gezahlten Einlagen zunächst komplett, nach erheblichen juristischen Bemühungen erfolgte jedoch zumindest eine Teil-Kompensation.

## Projektierung
Im Rahmen einer breitgestreuten Werbekampagne der NS-Organisation KdF wurde der Kauf des Volkswagens propagiert: „Fünf Mark die Woche musst Du sparen – willst Du im eignen Wagen fahren.“ Es hatten bereits Hunderttausende einen Sparvertrag abgeschlossen, noch bevor der Grundstein für das KdF-Werk gelegt wurde. Deutschland war damals im europäischen Vergleich untermotorisiert. 1930 gab es nur etwa eine halbe Million registrierte Kraftfahrzeuge. Das Reich rangierte deutlich hinter Frankreich oder Großbritannien, wo bereits mehr als 1,5 Millionen Autos über die Straßen rollten. In den USA hatte mit gut 26 Millionen Fahrzeugen die Massenmotorisierung längst begonnen. Kurze Zeit nach der Machtübernahme verkündete Hitler das ehrgeizige Ziel: Spitzengeschwindigkeit 100 km/h, Platz für vier Personen, günstig in der Anschaffung und sparsam im Verbrauch – so sollte der „Volkswagen“ beschaffen sein. Obwohl er selbst keinen Führerschein hatte, wusste er um die Faszination des Autos und nutzte sie für seine Propagandazwecke. Federführend bei diesem Großprojekt war die NS-Massenorganisation KdF: Sie sollte die Freizeit der deutschen „Volksgenossen“ gestalten, überwachen und mit scheinbar harmlosen Vergnügungen für das Regime gewinnen. Mit diesem Ziel organisierte sie Urlaubsreisen und Wanderausflüge, veranstaltete Kegelturniere und Nähkurse. Robert Ley verkündete 1938: „In 10 Jahren jedem schaffenden Deutschen einen Volkswagen!“ Der Benzinpreis lag aber in Deutschland Ende der 1930er-Jahre aufgrund hoher Besteuerung mit 39 Pfennig pro Liter doppelt so hoch wie beispielsweise in den USA. Benzin war im NS-Regime der Treibstoff für das Militär, nicht für Massen von Privatfahrern. Ein echter Wille zu einer privaten Automobilität ist fraglich. Die NS-Führung sah einen propagandistischen Nutzen für ihr System: War bisher das Autofahren weitgehend ein Privileg der Oberschicht und dies meist in Verbindung mit einem Chauffeur, schienen nun auch für viele Deutsche der unteren Schichten Träume nach mobilem Vergnügen wahr zu werden. An dem massenhaft produzierbaren Wagen begeisterte Hitler vor allem die Tatsache, dass er sich problemlos von einem zivilen zu einem militärischen umbauen ließ.

## Sparsystem (Volkswagen-Sparen)
Am 1. August 1938 wurde von Robert Ley, Reichsleiter der NSDAP und Leiter des Einheitsverbandes Deutsche Arbeitsfront, in Leverkusen ein Sparsystem verkündet, das allein durch diese Produktvorfinanzierung den Erwerb des „KdF-Wagens“ ermöglichen sollte. Das Auto sollte in „tief-graublauer“ Farbe 990 Reichsmark kosten; eine Cabrio-Limousine („Innenlenker mit Faltdach“) wurde für 60 RM Aufpreis angeboten.
Der Kaufinteressent musste bei einer DAF- oder KdF-Dienststelle, der Bank der Deutschen Arbeit oder der Commerzbank wöchentlich Sparmarken im Wert von mindestens fünf Reichsmark erwerben. Es wurden Sparkarten ausgegeben, die anfänglich gelb (mit roten Marken) und ab Ende 1941 blau (mit grünen Marken) waren. Die „KdF-Sparer“ erhielten zusätzlich einen Prospekt. Nach Ansparen von 750,00 RM (entsprechend drei Sparkarten) erhielt der Sparer eine Bestellnummer zugeteilt, die für die Reihenfolge der Auslieferung bestimmend sein sollte. Die wöchentlichen Mindest-Sparzahlungen (ggf. nach Auslieferung als Abzahlungsrate) waren weiterzuführen: Außer dem Restbetrag waren 60 RM Transportkosten und 200 RM für zweijährige Haftpflicht- und Teilkaskoversicherung zu begleichen. Die Produktion sollte nach Fertigstellung des Werkes im August 1940 anlaufen.
Ein Rücktritt vom Vertrag oder auch eine Übertragung waren grundsätzlich – außer im Erbfall – nicht vorgesehen. Später wurde diese Bestimmung gelockert, bei Kündigung wurde jedoch „von den eingezahlten Beiträgen eine Gebühr von 20 % einbehalten“. „Aus Gründen der technischen Fortentwicklung und Verbilligung des KdF.⹀Wagens fand eine Verzinsung der Sparbeträge nicht statt“.

## Sparer und Sparguthaben
Das später sogenannte „Volkswagensparen“ kann wie das Eiserne Sparen oder das Bausparen als Indiz für die schwankende Siegeszuversicht der Bevölkerung während der NS-Zeit dienen. Eine genauere Aufschlüsselung der Zahlen lässt darauf schließen, dass das Vertrauen in die Führung beziehungsweise die Zuversicht auf ein siegreiches Ende des Krieges im ersten Kriegsjahr um mehr als 75 Prozent einbrach und sich auch nach dem Sieg über Frankreich nicht mehr erholte. Die potentiellen Käufer waren demnach von Beginn des Krieges an zunehmend weniger bereit, der NS-Führung weiterhin einen materiellen Vertrauensvorschuss zu geben.
Das Sparsystem wird als „billiges und wirksames Finanzierungsinstrument“ für den Absatz der künftigen Produktion gesehen, das überdies durch die Abschöpfung überflüssiger Kaufkraft der Währungs- und Preisstabilität diente. Hans Mommsen misst dem Gesichtspunkt der Kaufkraftabschöpfung eine geringere Bedeutung bei. Vielmehr sei das originäre Motiv des Sparsystems die Notwendigkeit, die Produktion risikolos vorzufinanzieren. Tatsächlich blieben das Guthaben wie auch die Zinsen treuhänderisch bei der Zentralstelle für Finanzwirtschaft der DAF und wurde nicht zum Werksaufbau oder zur Verringerung der Kredite für die Rüstungsproduktion verwendet.
Das KdF-Wagen-Sparen war unter der Devise propagiert worden, der Arbeiterschaft den Kauf eines Volkswagens zu ermöglichen. Dies erwies sich als Fiktion. Die große Mehrheit der Sparer als potentielle Käufer stammte aus der Mittelschicht und verfügte über Monatseinkommen von 300 bis 360 RM, während der Durchschnittsverdienst eines Industriearbeiters nur wenig mehr als ein Drittel davon betrug. Mommsen kommt zum Ergebnis, dass die kontinuierliche Finanzierung der Produktion nach einer Anlaufzeit hätte zusammenbrechen müssen, da sie mit Preisen operierte, die unter den Gestehungskosten lagen. Selbst der angesetzte Preis sei für die breiten Massen wegen der Betriebs- und Unterhaltungskosten unerschwinglich. Nur eine erhebliche Verbesserung der Realeinkommen hätte ein Fiasko vermieden; es wurde infolge der Produktionsumstellung im Zweiten Weltkrieg überspielt.
Die folgende Tabelle zeigt wesentliche Daten zu Sparern und dem aufgelaufenen Guthaben (ohne Zinsen), das für Dezember 1945 einen Stand von 289 Millionen RM erreicht haben soll. Das Guthaben wurde von der Bank der Deutschen Arbeit mit 3 % verzinst. Bis zum 31. Dezember 1944 waren fast 23 Millionen RM an Zinsen aufgelaufen.
| Zeitpunkt     | Anzahl der Sparer   | Guthaben                |
| ------------- | ------------------- | ----------------------- |
| Dezember 1938 | 169.741             | 022 Millionen RM        |
| Dezember 1939 | 272.397             | 136 Millionen RM        |
| Dezember 1940 | 273.713             | 170 Millionen RM        |
| Dezember 1941 | 305.000             | 201 Millionen RM        |
| Dezember 1942 | 325.444             | 234 Millionen RM        |
| 1943          | (August = ) 331.628 | 258 Millionen RM (Dez.) |
| 1944          | (Oktober =) 336.638 | 268 Millionen RM (Dez.) |
| 1945          |                     | 289 Millionen RM (Dez.) |

## Produktion
Am 26. Mai 1938 erfolgte nahe Fallersleben die Grundsteinlegung des Volkswagenwerkes und kurz darauf wurde am 1. Juli 1938 eine neue Stadt mit Namen Stadt des KdF-Wagens bei Fallersleben – das spätere Wolfsburg – gegründet.
Zu Beginn des Zweiten Weltkriegs wurde die Fertigung des KdF-Wagens als ziviler Pkw jedoch zugunsten von Rüstungsgütern wie dem „Kübelwagen“ Typ 82, dem „Kommandeurwagen“ Typ 87 mit Allradantrieb oder dem „Schwimmwagen“ Typ 166, die allesamt auf dem KdF-Wagen basierten, zurückgestellt. Der Kommandeurwagen wurde 1940 in nur vier Exemplaren gefertigt. Er hatte einen Vierzylinder-Boxermotor mit 1131 cm³ Hubraum und 24,5 PS. Er war mit 1620 mm Breite 100 mm breiter als der normale VW. Mit einem dieser Wagen war Generalfeldmarschall Erwin Rommel in Afrika unterwegs. Ein Exemplar steht im Porschemuseum Helmut Pfeifhofer in Gmünd in Kärnten.
Von August 1941 bis Kriegsende verließen rund 51.000 Kübelwagen sowie 14.000 Schwimmwagen das Werk. Daneben fertigte es Teile für Flugzeuge und die „Vergeltungswaffe“ V1. Keiner der „KdF-Sparer“ erhielt ein privates Fahrzeug für sein angespartes Guthaben; die 630 gebauten zivilen Wagen wurden an das Deutsche Afrikakorps, die Luftwaffe und zivile Dienststellen abgegeben oder nach Kriegsende von der britischen Besatzungsmacht eingezogen.
Am 15. Juli 1945 wurde die Stadt des KdF-Wagens bei Fallersleben in Wolfsburg umbenannt und das Volkswagenwerk begann (zunächst unter Leitung der britischen Besatzungsmacht) mit der Serienproduktion des nun Volkswagen genannten KdF-Wagens, des späteren VW Käfer.

## Abfindung der Sparer
Nach dem Krieg verloren die Anrechtsscheine im Wert von über 280 Millionen Reichsmark, die von etwa 340.000 Personen erworben worden waren, ihren Wert.
Einige Sparer versuchten ab 1948, ihre Ansprüche mit juristischen Mitteln durchzusetzen. Am 7. Oktober 1948 wurde auf Initiative von Karl Stolz in Niedermarsberg der „Hilfsverein ehemaliger Volkswagensparer“ gegründet. Der Verein mit Sitz in Erlinghausen hatte 40.000 Mitglieder.
Da das Volkswagenwerk aber nie in Besitz der Gelder gelangt war, die auf einem Sperrkonto der Bank der Deutschen Arbeit verbucht waren, endeten die Prozesse 1961 unter Ausschluss eines Rechtsanspruches mit dem Angebot der Volkswagenwerk AG, beim Kauf eines Fahrzeugs den „KdF-Sparern“ einen Rabatt von bis zu 600 DM (entspricht heute 1.630 EUR) zu gewähren, was knapp einem Sechstel des Neupreises entsprach. Wer sich keinen neuen Wagen kaufen wollte oder konnte, erhielt bis zu 100 DM ausgezahlt. Bis Ende 1970 waren die Ansprüche von insgesamt 130.573 Antragstellern abgewickelt: eine Barabfindung für 67.164 Sparer im Gesamtvolumen von 6.716.400 DM sowie ein Kaufpreisnachlass, der von 63.409 Volkswagensparern in Anspruch genommen wurde.

## Bildergalerie

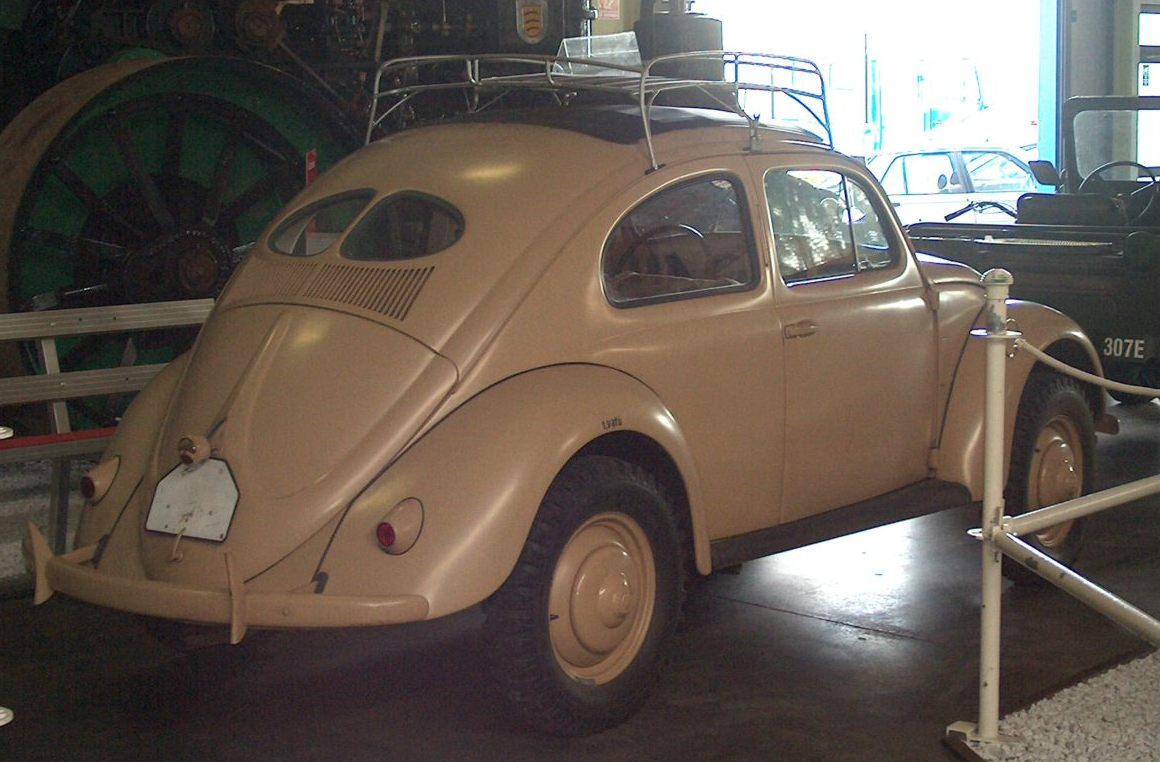
Der ab 1942 gefertigte Kommandeurwagen für die Wehrmacht basierte auf dem KdF-Wagen.
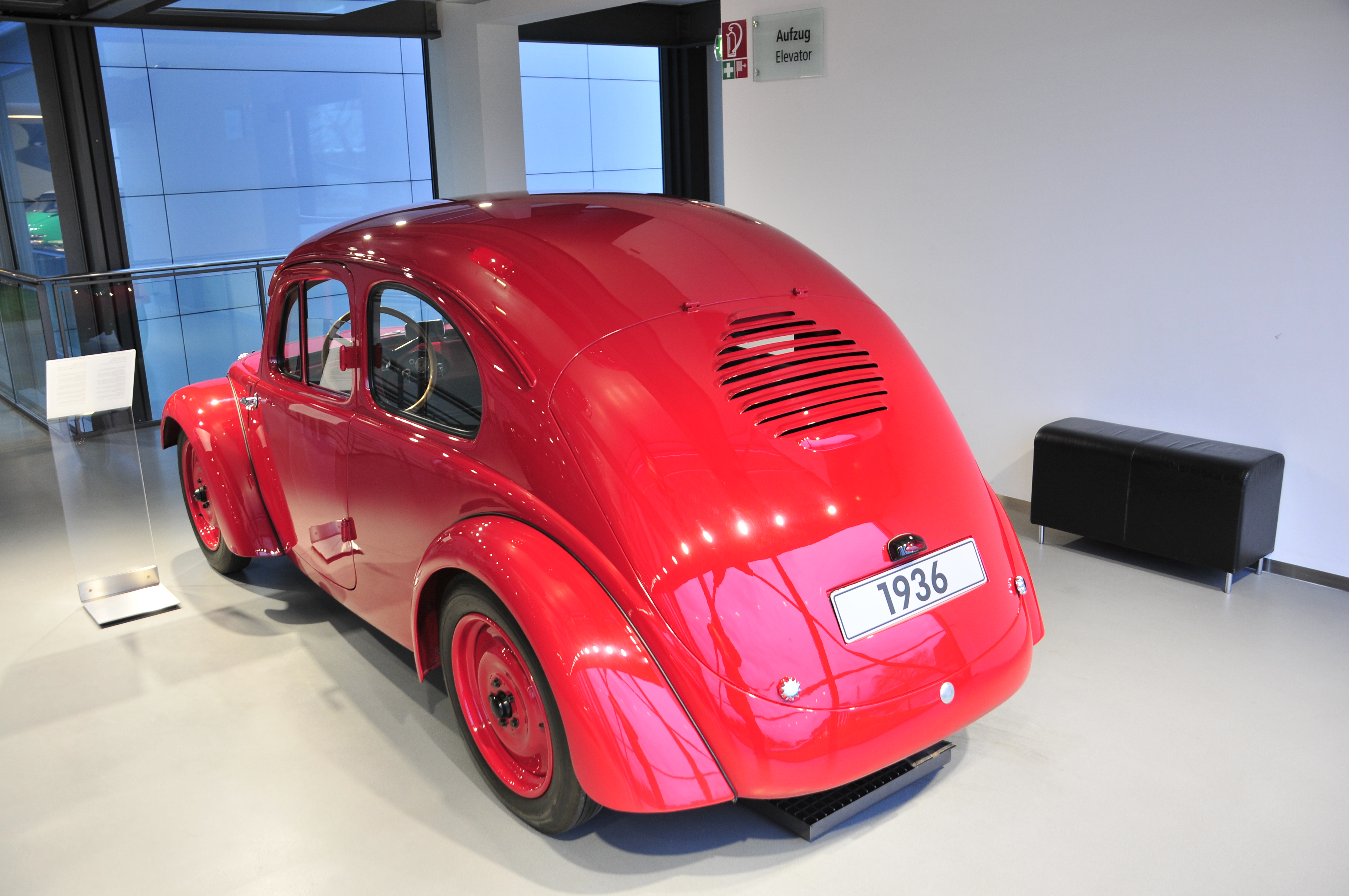
Heckansicht des Prototyps Porsche Typ 60 von 1936, Frontbild siehe oben
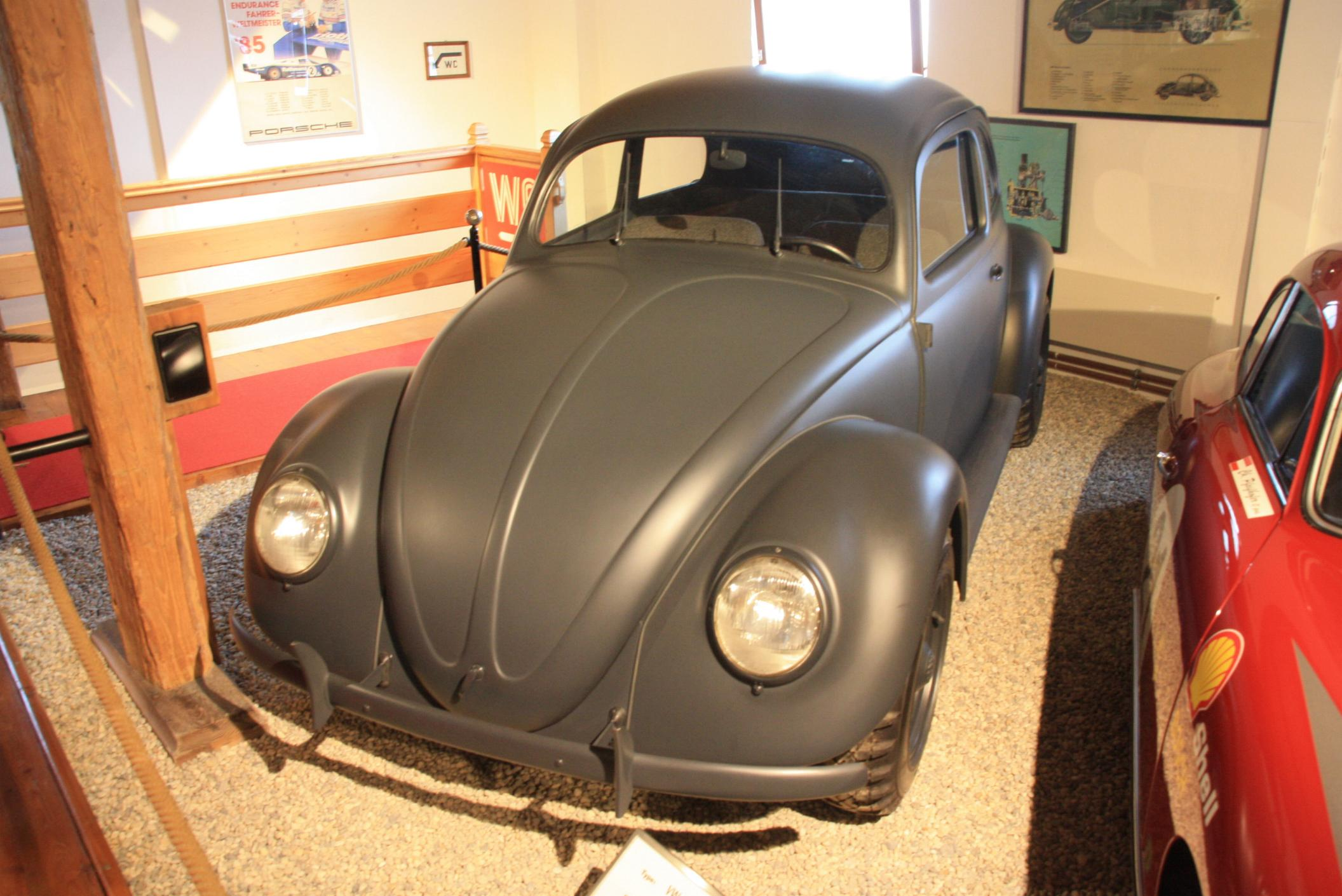
Kommandeurwagen
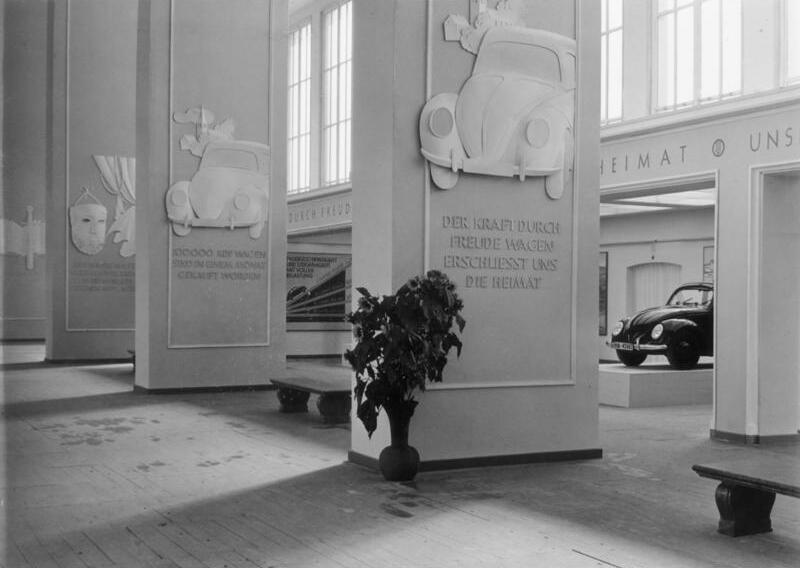
DAF-Ausstellung Gesundes Leben, frohes Schaffen, Berlin 1938